# Cyperus filiformis
Cyperus filiformis är en halvgräsart som beskrevs av Olof Swartz. Cyperus filiformis ingår i släktet papyrusar, och familjen halvgräs. Inga underarter finns listade i Catalogue of Life.